# 曼福
曼福，是匈牙利巴兰尼亚州所辖的一个村。总面积27.70平方公里，总人口868，人口密度31.3人/平方公里（2011年1月1日）。